# سابرینا سیانی
سابرینا سیانی (ایتالیایی: Sabrina Siani؛ ‏ ۱۳ اوت ۱۹۶۳) بازیگر اهل ایتالیا است.
از فیلم‌ها یا برنامه‌های تلویزیونی که وی در آن نقش داشته‌است، می‌توان به پیرینو، پزشک اس.ای.یو.بی.، دختر دبیرستانی با دوست پدرش کنار دریا، بدون کمی هرزگی به کجا می‌توانی برسی؟، سال ۲۰۲۰ - گلادیاتورهای آینده، آتور شکست‌ناپذیر، از روی درماندگی، جولیا، دنیای آدم‌خواران، انیگما و خانم دکتر ملوانان را بیشتر می‌پسندد اشاره کرد.